# 太平洋艦隊 (アメリカ海軍)

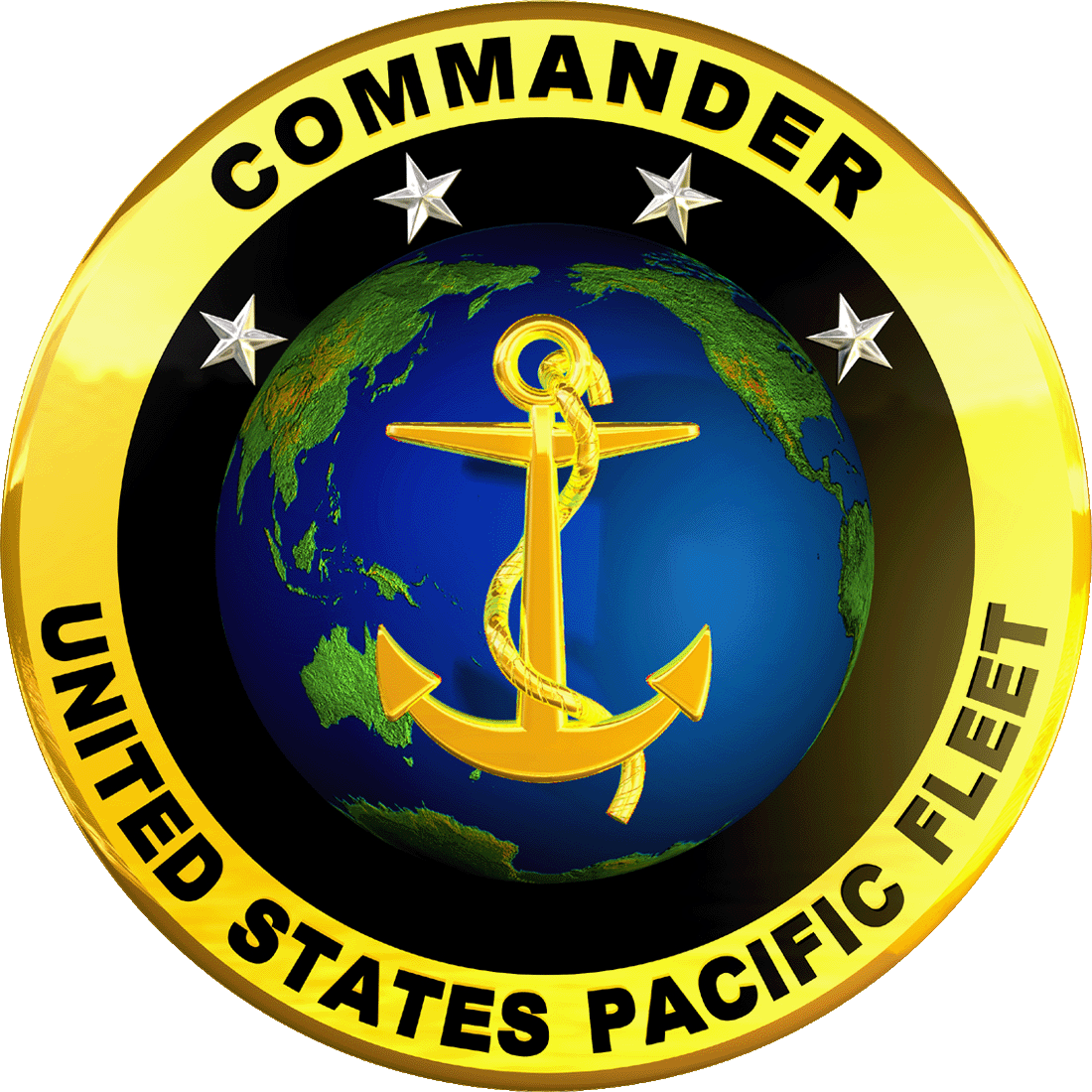
太平洋艦隊のロゴ

アメリカ太平洋艦隊（アメリカたいへいようかんたい、英: United States Pacific Fleet）は、アメリカ海軍の艦隊である。部隊管理については海軍作戦本部の指揮を受け、作戦指揮上はアメリカインド太平洋軍 (U.S. Indo-Pacific Command / USINDOPACOM) の指揮を受ける。担当海域は、南アメリカ近海・アラビア海を除く、太平洋およびインド洋である。

## 概要
アメリカ太平洋艦隊は、第3艦隊と第7艦隊から構成されている。最初の太平洋艦隊は1907年に創設され、1922年に合衆国艦隊に統合され、廃止された。1941年2月1日に合衆国艦隊の戦闘艦隊と偵察艦隊が再編成され、太平洋艦隊と大西洋艦隊となった。その際に戦闘艦隊を再編成して、太平洋艦隊が再創設された。
現在は第二次世界大戦後に創設された統合軍の一つであるアメリカ太平洋軍の作戦指揮下にある。司令部は再創設以来ハワイ州オアフ島のパールハーバー・ヒッカム統合基地に置かれている。兵力は艦艇約200隻、航空機約2000機を保有し、人員規模は海兵隊を合わせて239,000人を超える。
太平洋艦隊司令官は大将ポストである。2002年までは番号付き艦隊の指揮官職が「司令官 (commander) 」と呼ばれているのに対し、太平洋艦隊と大西洋艦隊の指揮官職については「司令長官 (commander-in-chief) 」と呼ばれていたが、現在は他の艦隊と同じく「司令官」と呼称されている。

## 歴代司令官
参考：一覧(英語版)
- 初代　ハズバンド・キンメル大将…(1941年2月1日 - 1941年12月17日)合衆国艦隊司令長官も兼任。少将ポストの戦闘部隊巡洋艦群司令官から就任したため、中将を飛ばして大将に昇進。真珠湾攻撃で解任。
- 代理　ウィリアム・パイ中将
- 2代　チェスター・ニミッツ大将…(1941年12月31日 - 1945年11月24日)少将ポストの航海局長から就任したため、中将を飛ばして大将に昇進。1944年12月19日、元帥に昇進。
- 3代　レイモンド・スプルーアンス大将…(1945年11月24日 - 1946年2月1日)太平洋戦争中の第5艦隊司令官。
- 4代　ジョン・ヘンリー・タワーズ大将…(1946年2月1日 - 1947年2月28日)アメリカ海軍パイロットの草分け的存在だが、太平洋戦争で実戦部隊を率いる機会は与えられなかった。
- 5代　ルイス・デンフェルド大将…(1947年2月28日 - 1947年12月3日)ニミッツの後任として海軍作戦部長となったが、「提督たちの反乱」で更迭。
- 6代　デウィット・ラムゼー大将
- 7代　アーサー・W・ラドフォード大将…(1949年4月30日 - 1953年7月10日)海軍作戦部長を経ずに1953年8月15日、統合参謀本部議長に就任。
- 8代　フェリックス・スタンプ大将
- 9代　モーリス・カーツ大将
- 10代　ハーバート・ホップウッド大将
- 11代　ジョン・サイド大将
- 12代　グラント・シャープ・ジュニア大将
- 13代　トーマス・ムーラー大将
- 14代　ロイ・ジョンソン大将
- 15代　ジョン・ハイランド大将
- 16代　バーナード・カラレイ大将
- 17代　モーリス・ウェイスナー大将
- 18代　トーマス・ヘイワード大将
- 19代　ドナルド・C・デイヴィス大将
- 20代　ジェームズ・ワトキンス大将
- 21代　シルベスター・フォーリー大将
- 22代　ジョームズ・ライアンズ・ジュニア大将
- 23代　デビット・エレミヤ大将
- 24代　チャールズ・ラーソン大将
- 25代　ロバート・ケリー大将
- 26代　ロナルド・ジルトパー大将
- 27代　アーチー・クレミンス大将
- 28代　トーマス・ファーゴ大将
- 29代　ウォルター・ドラン大将
- 30代　ゲイリー・ラフヘッド大将
- 31代　ロバート・ウィラード大将
- 32代　パトリック・ウォルシュ大将…(2009年9月25日-2012年1月26日)2011年3月11日に発生した東日本大震災における、アメリカ軍の支援作戦トモダチ作戦の司令官。
- 33代　セシル・ヘイニー大将
- 34代　ハリー・B・ハリス・ジュニア大将
- 35代　スコット・H・スウィフト大将
- 36代　ジョン・C・アキリーノ大将
- 37代　サミュエル・J・パパロ・ジュニア大将
- 38代　ステファン・T・ケーラー大将

## 司令部
アメリカ太平洋艦隊司令部サイトより（2021年6月18日閲覧）
- 司令官　サム・パパロ大将
- 副司令官　ブレイク・コンバース中将
- 艦隊最先任兵曹長　ジェームス・ホネア艦隊最先任兵曹長
- 海事作戦主任　マイケル・ボイル少将
- 海事司令部主任　クリス・カバノー少将
- 艦隊工兵主任　ジョン・アダメツ少将
- 物資資材担当主任　ディオン・イングリッシュ少将
- 整備担当主任　スコット・ブラウン少将
- 人員管理事務局長　スティーブン・マクシェーン(文民)
- 情報通信システム担当主任　ロバート・スティーフンソン(文民)
- インテリジェンス、情報担当主任　アンドリュー・コーリー大佐
- 戦闘資産準備担当主任　パトリック・モレンダ(文民)
- 艦隊牧師　マイケル・ウィリアムス大佐